# Nieuwehaven
De Nieuwehaven is een straat en voormalige haven in Rotterdam. De straat loopt evenwijdig aan en tussen de Burgemeester van Walsumweg en het Haringvliet, van de Koestraat tot de Oostmolenwerf. De straat is bijna 360 m lang en gesloten voor voertuigen.

## Geschiedenis
De Nieuwehaven werd rond 1425 gegraven als stadsvest. Aan het einde van de 16e eeuw werd de stad naar het zuidoosten uitgebreid en een nieuwe vest gegraven. De Nieuwehaven werd als haven ingericht. De haven sloot in het westen bij de Spaansekade aan op de Oudehaven, in het oosten was er een dwarshaven die de Nieuwehaven met het Haringvliet en de Groenendaalsgracht verbond. In 1689 werd de Nieuwehaven verder gegraven naar het Boerengat. Het dwarshaventje werd daarna gedempt. De Groenendaalsgracht werd in 1911 gedempt.
Op de hoek van de Nieuwehaven en het Oostplein bevond zich tot 1940 de Marinierskazerne. Op 12 mei 1940 is die door een bombardement in de Slag om Rotterdam verwoest.

## Demping
Bij het Bombardement op Rotterdam werd de bebouwing van de Nieuwehaven verwoest. Het oostelijke deel van de Nieuwe Haven werd in 1952 gedempt. Hier kwam een distributiecentrum van het Centraal Bodehuis. In de vroege jaren 60 van de 20e eeuw is ook het laatste deel van de Nieuwehaven gedempt. Pas na 1980 is het gebied tussen de Burgemeester van Walsumweg en het Haringvliet nieuw bebouwd, waarbij een straat tussen de Koestraat en de Oostmolenwerf de naam Nieuwehaven kreeg. De straat ligt in zijn geheel op de locatie van de voormalige haven.

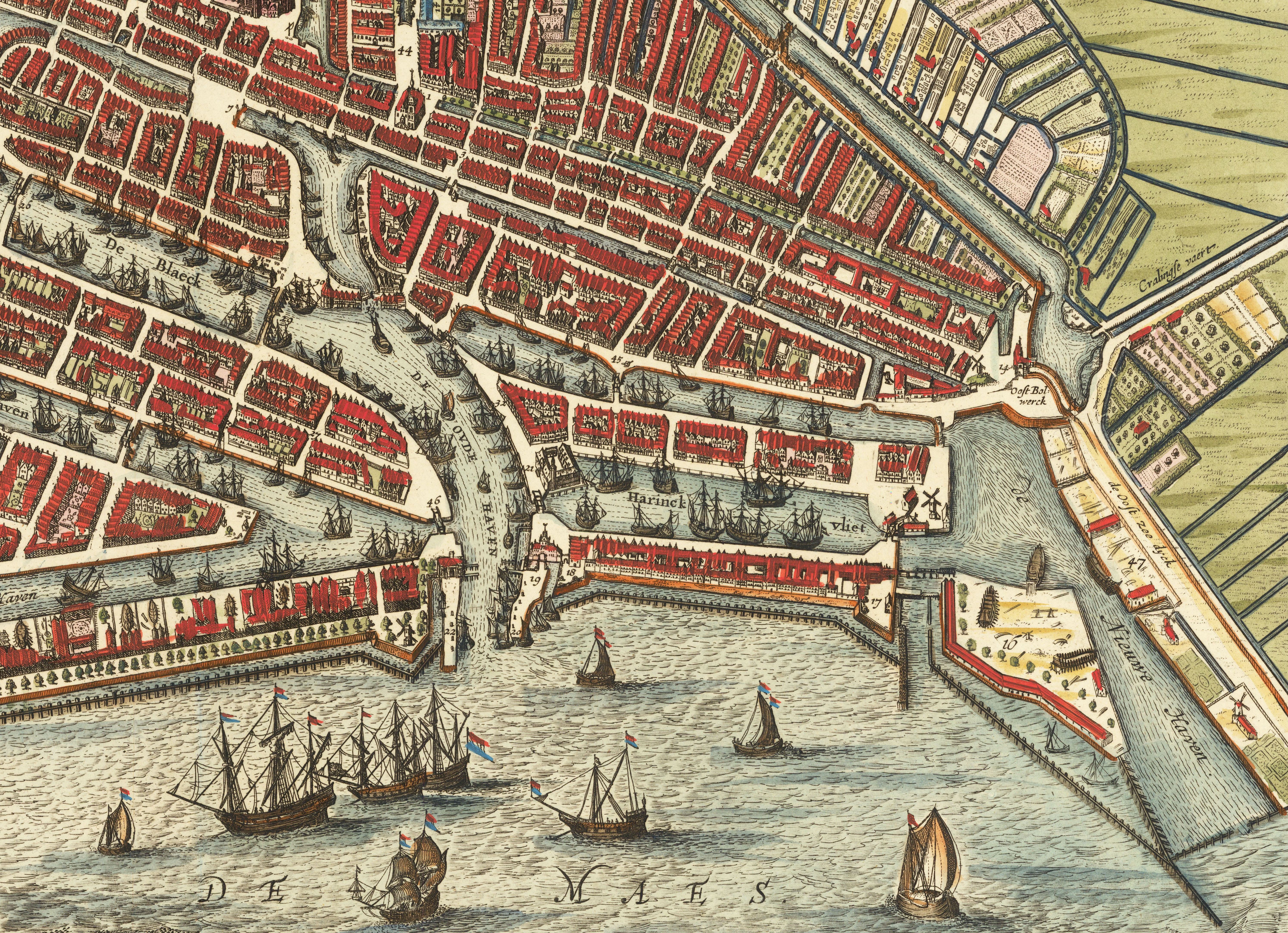
Haringvliet in 1690. Bovenaan de Nieuwehaven en de Groenendaalsgracht met rechts het dwarshaventje
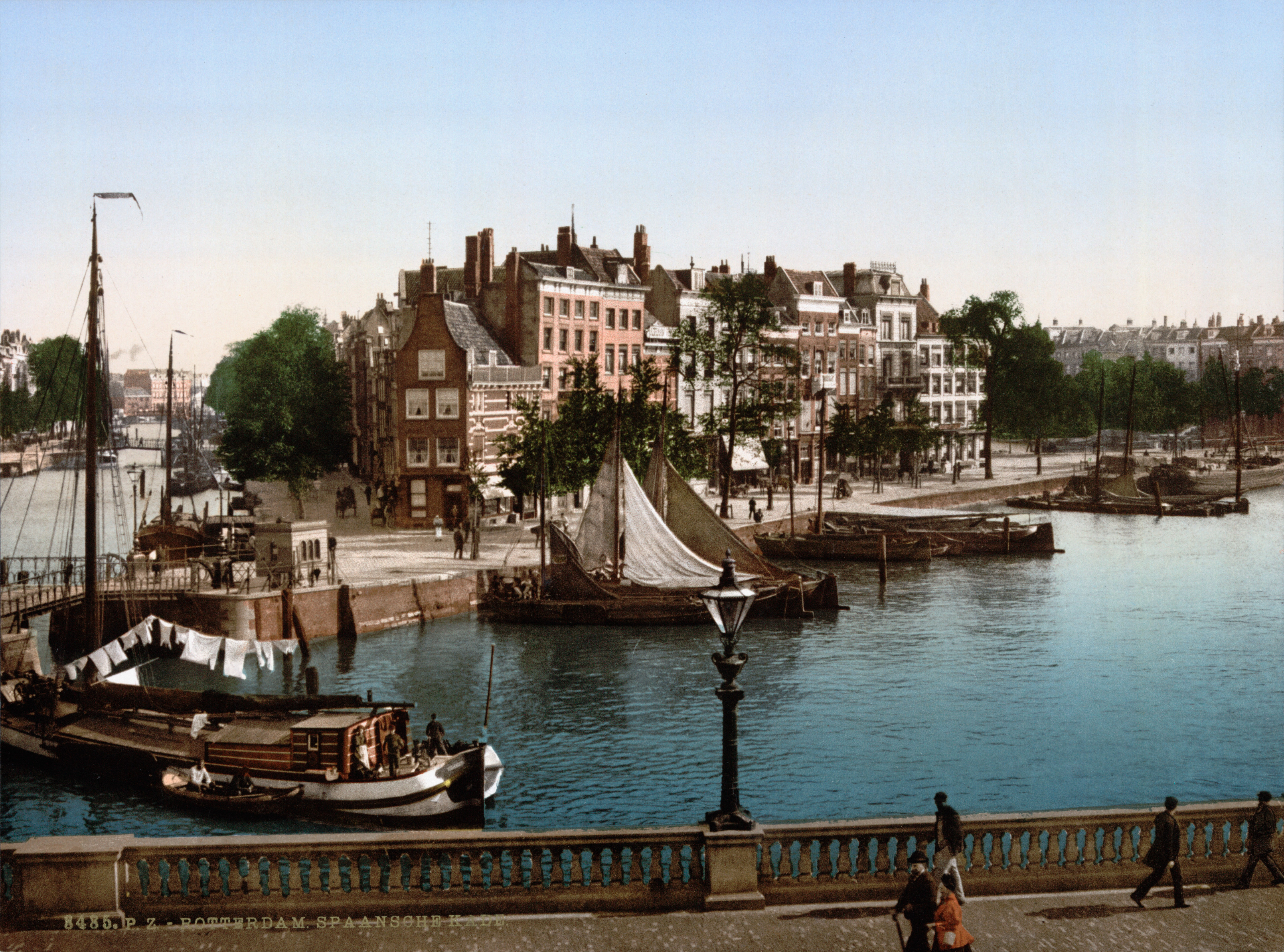
De Spaansekade met links de Nieuwehaven
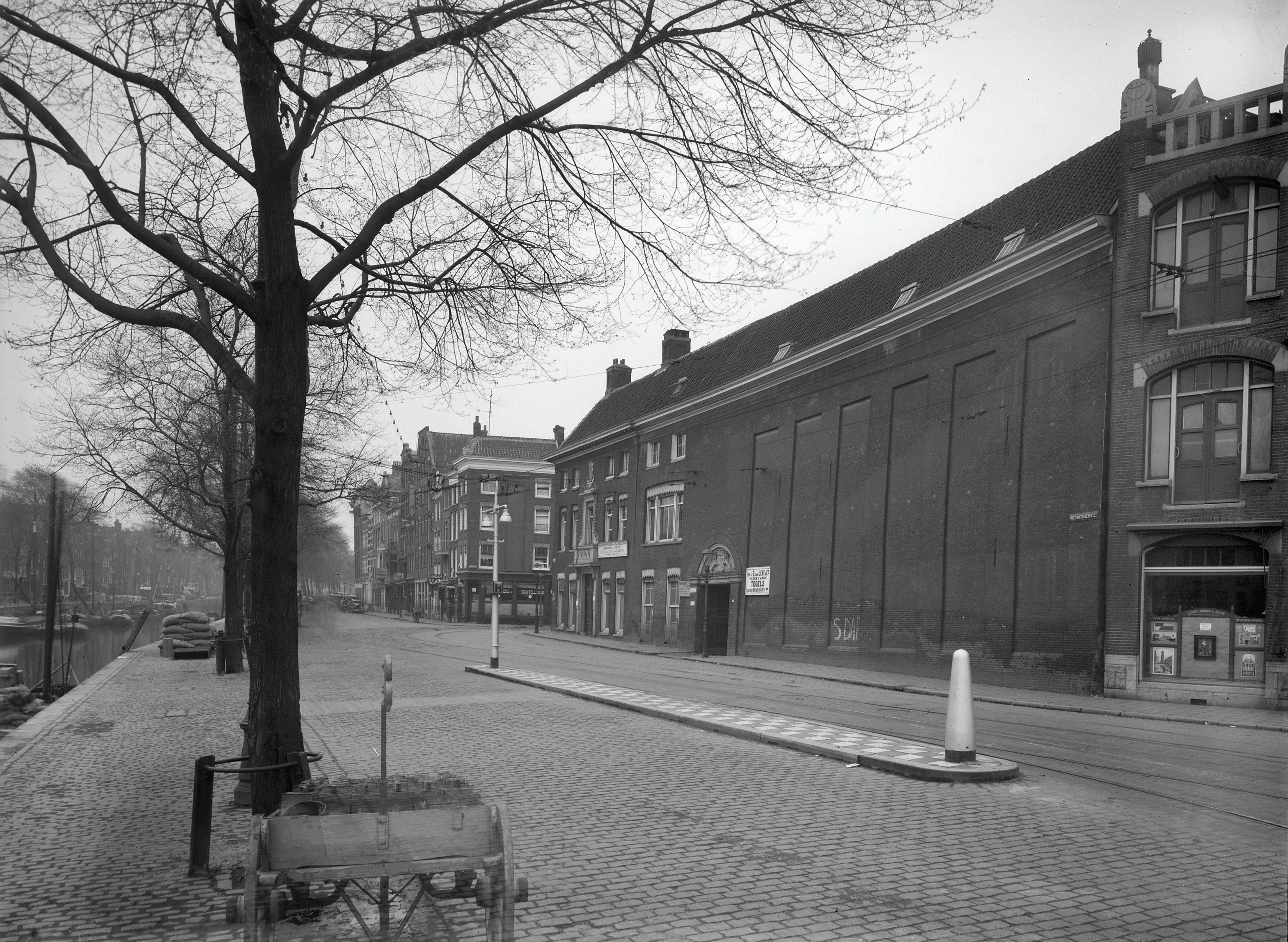
De marinierskazerne
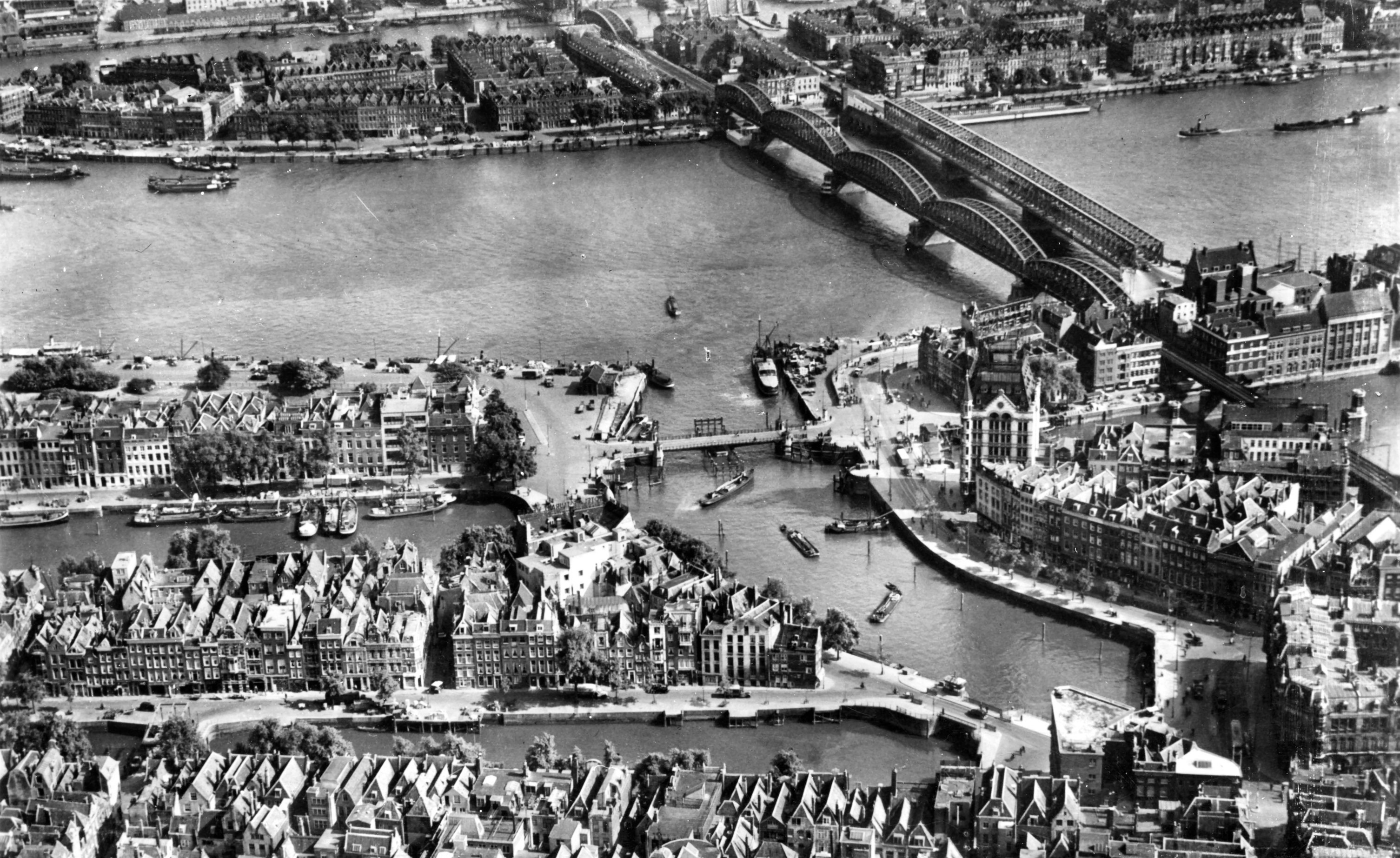
1939. Van boven naar onder de Nieuwe Maas, het Haringvliet en de Nieuwehaven, rechts de Oudehaven. Linksonder is de Pakkenbrug te zien, rechts de Roobrug